# Fábián Sándor (költő)
Fábián Sándor (Nagyszalonta, 1937. június 16. – Nagyvárad, 2018. június 17.) magyar költő. Fábián Imre bátyja. Írói álneve:  B. Zsolt Barbara.

## Életútja
Tanulmányait a nagyváradi klasszikus líceumban és a marosvásárhelyi OGYI-ban végezte. 1962 és 1966 között Sarmaságon bányaorvos, 1966 őszétől Nagyváradon üzemorvos. Orvosi és emberi hivatástudattól áthatott verseivel tűnt fel az 1960-as évek elején.
Tóth Árpádon iskolázott költői képekben a dolgos hétköznapokat, a tudatosan vállalt, derűs jövőt hitelesen szólaltatta meg Nehéz szépség c. Forrás-kötetében (Tóth István előszavával, 1964). Verstémáinak, metaforáinak valósághátterét orvosi élményei jelentették, legjobb költeményeiben a már-már riporteri jelenítést sikerült lírába oldania, általános emberi jelentéssé emelnie. Gyermekverseket is írt, humoros karcolataival az Utunk "Humorú Tükör" rovatának munkatársa.
1987-ben Vörös csuklyában címmel szamizdat kötete jelent meg négy példányban. Az 1990-es évek első felében Nagyváradon megszűnt a Kelet-Nyugat, helyébe 2002-ben Várad címen irodalmi, művészeti, társadalmi, tudományos negyedévi periodikát indított a nagyváradi Ady Endre Társaság, köztük Fábián Sándor, Indig Ottó, Zudor János, Varga Gábor, Gittai István, Dénes László, Balla D. Károly, Beke György, Toró Tibor.

## Verskötetei
- Nehéz szépség. Versek; Irodalmi, Bukarest, 1964 (Forrás)
- A földhöz tartozom (1967)
- Több kék (Kolozsvár, 1972)
- Nyármadár (Kolozsvár, 1976)
- A piros labda pettyei (verses mesék óvodásoknak, 1979)
- Tizenötsorosok. Versek; Dacia (Kolozsvár-Napoca, 1981)
- Vörös csuklyában. Szamizdat kiadvány (Kecsmetion, 1987)
- Az idő hintói. Versek; KecsmetionPress, Bp., 1998
- Háttal az arcodnak térded felé dűlni, B. Zsolt Barbara álnéven megjelent erotikus szonettek, KecsmetionPress, 2000
- Ars brevis vita idem. Válogatott és új költemények, műfordítások; Várad, Nagyvárad, 2015

## Prózai kötete
- Doktor Danyek esetei – humoros karcolatfüzér (Holnap Kulturális Egyesület, 2019, Nagyvárad)